# Biathlon ai XII Giochi olimpici invernali
Nel biathlon ai XII Giochi olimpici invernali, che si svolsero nel 1976 a Innsbruck (Austria), vennero assegnate medaglie in due specialità del biathlon.

## Risultati

### Biathlon maschile

#### 20 km
| Posizione | Atleta             | Nazione          | Tempo / Pen.     |
| --------- | ------------------ | ---------------- | ---------------- |
| 1         | Nikolaj Kruglov    | Unione Sovietica | 1:14:12,26 h / 2 |
| 2         | Heikki Ikola       | Finlandia        | 1:15:54,10 h / 2 |
| 3         | Aleksandr Elizarov | Unione Sovietica | 1:16:05,57 h / 3 |
| 4         | Willy Bertin       | Italia           | 1:16:50,36 h / 3 |
| 5         | Aleksandr Tichonov | Unione Sovietica | 1:17:18,33 h / 7 |
| 6         | Esko Saira         | Finlandia        | 1:17:32,84 h / 2 |

#### Staffetta 4x7,5 km
| Posizione | Nazione          | Atleti                                                            | Tempo / Pen.     |
| --------- | ---------------- | ----------------------------------------------------------------- | ---------------- |
| 1         | Unione Sovietica | Aleksandr Elizarov Ivan Bjakov Nikolaj Kruglov Aleksandr Tichonov | 1:57:55,64 h / 0 |
| 2         | Finlandia        | Henrik Flöjt Esko Saira Juhani Suutarinen Heikki Ikola            | 2:01:45,61 h / 2 |
| 3         | Germania Est     | Karl-Heinz Menz Frank Ullrich Manfred Beer Manfred Geyer          | 2:04:08,61 / 5   |
| 4         | Germania Ovest   | Heinrich Mehringer Gerhard Winkler Josef Keck Claus Geyer         | 2:04:11,86       |
| 5         | Norvegia         | Kjell Hovda Terje Hanssen Svein Engen Tor Svendsbergert           | 2:05:10,28       |
| 6         | Italia           | Lino Jordan Pierantonio Clement Luigi Weiss Willy Bertin          | 2:06:16,55       |

## Medagliere per nazioni
| Pos. | Paese            | Oro | Argento | Bronzo | Totale |
| ---- | ---------------- | --- | ------- | ------ | ------ |
| 1    | Unione Sovietica | 2   | 0       | 1      | 3      |
| 2    | Finlandia        | 0   | 2       | 0      | 2      |
| 3    | Germania Est     | 0   | 0       | 1      | 1      |